# Calomyscus mystax
Calomyscus mystax là một loài động vật có vú trong họ Calomyscidae, bộ Gặm nhấm. Loài này được Kashkarov mô tả năm 1925.